# Linnaemya braunsi
Linnaemya braunsi är en tvåvingeart som först beskrevs av Villeneuve 1930.  Linnaemya braunsi ingår i släktet Linnaemya och familjen parasitflugor. Inga underarter finns listade i Catalogue of Life.